# Edward Verne Roberts
Edward Verne Roberts (San Mateo, 23 gennaio 1939 – Berkeley, 14 marzo 1995) è stato un attivista statunitense.
È stato il primo disabile grave a frequentare l'Università di Berkeley in California, ed è diventato uno dei leader fondatori del movimento per i diritti dei disabili.

## Biografia
Nato a San Mateo, Ed Roberts contrasse la poliomielite nel 1953, quando era adolescente, e trascorse il primo anno di malattia in ospedale; anche dopo le dimissioni doveva comunque passare gran parte del suo tempo in un polmone d'acciaio.
Roberts si sposò, ebbe un figlio e in seguito divorziò. Morì il 14 marzo 1995 nella sua casa di Berkeley, a 56 anni.

## Attivismo
Ed Roberts viene considerato il padre del movimento per la vita indipendente. La sua carriera di attivista iniziò quando rischiò di vedersi negato il diploma di scuola superiore perché non aveva ottenuto la patente di guida né completato i corsi di educazione fisica. Dopo aver frequentato il College di San Mateo fu ammesso all'Università di Berkeley, in California. Dovette lottare anche per ottenere il supporto necessario a frequentare il college. Infatti, il California Department of Vocational Rehabilitation riteneva che la sua disabilità fosse troppo grave e che gli avrebbe per sempre impedito di ottenere un lavoro.
Uno dei decani dell'Università di Berkeley, dopo aver saputo della sua richiesta di ammissione, commentò: "Abbiamo già provato con gli storpi (cripple)  e non ha funzionato". Altri amministratori dell'università si espressero tuttavia a favore della sua ammissione, asserendo che l'Università dovesse impegnarsi maggiormente.
Roberts si laureò nel 1962, due anni prima dell'inizio della protesta studentesca a Berkeley. Ebbe difficoltà a trovare un'abitazione diversa dal campus, in parte a causa del suo polmone d'acciaio dal peso di 800 libbre. Così, il direttore del servizio sanitario del campus gli offrì una camera in un'ala vuota del Cowell Hospital. Roberts accettò, ma solo alla condizione che l'area dove viveva fosse trattata come un dormitorio, e non come un reparto ospedaliero. La sua vicenda funse da apripista per altri studenti con grave disabilità, che si unirono a lui negli anni successivi, entrando a far parte di quello che, nel frattempo, era diventato il "Cowell Residence Program".
Questi giovani svilupparono una forte identità di gruppo e iniziarono a formulare un'analisi politica della disabilità. Si definirono i "Rolling Quads", ovvero i "tetra(plegici) rotolanti", appropriandosi di termini che non erano mai stati utilizzati per definire in senso positivo l'identità delle persone con disabilità. Le loro lotte ebbero toni forti, tanto che nel 1968 due di loro furono minacciati di espulsione dal Cowell Residence. Per tutta risposta, i Rolling Quads organizzarono una "rivolta" che portò al trasferimento dell'avvocato che li aveva minacciati.
I successi ottenuti nel campus universitario spinsero il gruppo a cominciare un'attività di rivendicazione a più ampio raggio. Chiesero ad esempio la costruzione di scivoli nei marciapiedi, al tempo praticamente sconosciuti: negli Stati Uniti si registrava soltanto un progetto pilota nel Michigan, rivolto ad alcuni veterani. Il gruppo di Edward Roberts ottenne la realizzazione di un primo percorso accessibile su più larga scala, che consentisse alle persone in carrozzina di attraversare autonomamente Telegraph and Shattuck Avenues. Diedero vita inoltre al Programma per Studenti con Disabilità Fisica (PDSP), il primo programma di servizi per disabili del paese ad essere guidato da studenti stessi. Il servizio inviava assistenti e forniva riparazioni alle carrozzine degli studenti dell'Università; presto tuttavia iniziò a ricevere richieste anche da non studenti.
Nel 1964 Roberts ottenne il B.A. e nel 1966 il M.A. in Scienze Politiche all'Università di Berkeley. Iniziò anche un dottorato, ma senza completarlo.
La necessità di supportare un'utenza più ampia condusse gli attivisti a creare il primo Centro per la Vita Indipendente. Non fu Roberts a fondarlo, poiché in quel periodo non si trovava a Berkeley, tuttavia presto ritornò nella città universitaria per assumere la leadership del Centro e guidarne lo sviluppo. Il Centro promuoveva un nuovo modello di supporto alle persone con disabilità, mirato a promuovere empowerment e autodeterminazione, anche attraverso il supporto alla pari (il servizio era guidato da persone disabili).
Nel 1976 Roberts fu nominato direttore del Department of Vocational Rehabilitation, ovvero il servizio per l'inserimento lavorativo che, alcuni anni prima, aveva definito Roberts incapace di lavorare. Vi rimase fino al 1983, poi, a causa di un cambiamento negli equilibri politici, ritornò a Berkeley, dove fondò il World Institute on Disability insieme a Judy Heumann and Joan Leon.
Oggi, nel mondo, ci sono centinaia di centri per la vita indipendente, sorti secondo il modello avviato da Edward Roberts.